# 白吉饼
白吉饼，也称白吉馍，是一种在陕西关中地区常见的面食小吃。

## 特点
白吉饼最大的特点是表面酥脆而内部软，最常见也最有名的食用方法是制作成肉夹馍。现在直接作为主食配粥、腌菜等的食法也不在少数。
白吉馍的面坯为碗形，制作时碗形面坯朝下进行烙制，这样才能做出好的白吉饼；陕西人对好的白吉饼的说法是“龟背菊花心”，即饼的一面烤制成龟背状的龟裂，而另一面则是菊花状的烤制痕迹。刚出锅的白吉馍的表皮口感香酥脆，内瓤软绵可口。
白吉饼和锅盔的区别在于锅盔是烙制，而白吉饼一般采用烤制。不过现在的肉夹馍店面中为保证效率和味道经常会先做许多全熟或者接近全熟的白吉饼，然后在饼铛上以烙的方式加热。
和锅盔不同，一般白吉饼温度下降后口感也会随之不再外脆内软，故而一般的白吉饼都是在制作肉夹馍的店面中以现烤或加热熟成品的方式售卖而不是直接以制成的形式向顾客出售。